# Potamiscus montosus
Potamiscus montosus is een krabbensoort uit de familie van de Potamidae. De wetenschappelijke naam van de soort is voor het eerst geldig gepubliceerd in 1975 door Tai, Song, He, Cao, Xu & Zhong.